# پراکسی‌زوم

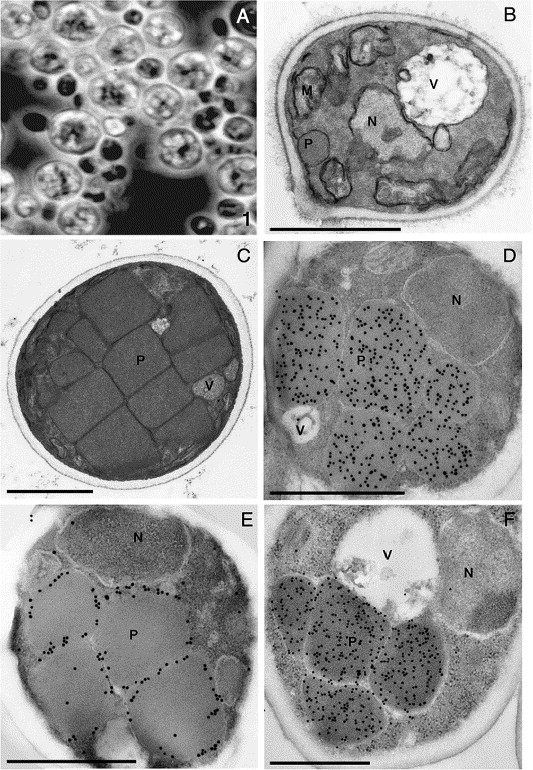
پراکسی تن

پراکسیتن یا پراکسی‌تن یا پراکسی زوم اندامک‌های تک غشایی موجود در سلول‌های گیاهی و جانوری هستند.
فعالیت اکسیدازی و پراکسیدازی شدیدی دارند. این اندامک‌ها بسیار کوچکتر از میتوکندری‌ها هستند و قطری بین ۱۵/. تا ۲۵/. میکرون دارند.
پراکسی زوم‌ها کیسه‌های پر ازآنزیم درون سلولی هستند و در فرایندهای زیستی گوناگونی مانند متابولیسم لیپیدها در کبد جانوران و تنفس نوری در گیاهان دارای نقش هستند.
یکی از فعالیت‌های آن تجزیه H2O2 به آب و اکسیژن و ممانعت از تولید رادیکال‌های آزاد است.
در کبد و کلیه به فراوانی یافت می‌شود و معمولاً ابعاد آنها در کبد و کلیه متراکم و بزرگتر است.
از دیگر وظایف آن تجزیه مواد سمی داروها الکل و بتا اکسیداسیون اسیدهای چرب بلند زنجیر می‌باشد.

## ساختار
ساختار کروی دارد و دارای بخشهای دائمی که در همه پراکسیزوم‌ها موجود است و بخشهای غیر دائمی هستند.
پراکسیزوم ساختار محصور در غشایی است که عملکرد آن تولید H2O2 از احیای O2 به وسیله دهندگان مختلف هیدروژن می‌باشد.